# Формула 1 Нови правила 2008
Новите правила за Формула 1 през 2008 г. са приети от Международната федерация по автомобилизъм (ФИА). Поради Световната икономическа криза отборите във Формула 1 са принудени да намалят бюджетите си. Вследствие на това организаторите са принудени да променят драстично правилата във Формула 1 (Кризата принуждава „Хонда“ да се оттегли от голямата битка).

## Определяне на шампиона по брой победи
Революционната ситуация продължава с промяната в регламента за определяне да най-добрия, която влиза в сила този сезон. Шампион ще е пилотът с най-много победи, а не този с най-много точки. Ако в края на сезона двама или повече състезатели имат равен брой победи, тогава ще се смятат точките. Те се запазват както дотогава – съответно 10, 8, 6, 5,4, 3, 2, 1. Класиране на пилотите от второ до осмо място се прави според спечелените точки. Промени в подреждането при конструкторите няма.
За информираност на зрителите ФИА ще побликува теглото на всички болиди преди стартовете и след квалификациите. В първия ден на квалификациите всички пилоти ще бъдат задължени да участват в друга сесия – да дават автографи. А така също да са на разположение на журналистите за интервюта.

## Гуми и аеродинамика
В предишните десет години колите във Формула 1 ползват гуми с надлъжни канали, които намаляват сцеплението и съответно скоростта. Сега обаче се завръщат гумите с гладка повърхност (слик), което се очаква да доведе до повече изпреварвания. Ще се увеличи сцеплението и скоростта в завоите, но премахването на аеродинамичните компоненти, като дефлектори, статични крила и различните „перки“ и „рогове“, няма да позволи безумно темпо в бързите прави. Пилотът ще може сам да коригира до 6 градуса ъгъла на атака на предното крило, вместо да чака намеса от механиците при спиране в бокса.

## Тестове
Драстично се намаляват тестовете, за да се облекчат отборите с по-малки финансови възможности. По време на сезона са абсолютно забранени всякакви тестове, като табуто влиза в сила седмица преди първото състезание. На практика отборите ще разчитат на зимните тренировъчни сесии намалени от 30 на 20 хил. км.

## Писти
И в този сезон продължават рокадите при трасетата. На картата се появява нова писта в Абу Даби, където ще бъде закрит шампионатът. Състезанията намаляват от 18 на 17, тъй като си отиват два старта за „Гран При“ – на Франция и Канада. Организаторите не успяват да осигурят необходимите финанси и да си платят таксите.

## KERS
KERS (Kinetic Energy Recovery System) e система за регенериране на кинетичната енергия, която вече е позволена. Друг е въпросът колко отбори ще я използват. Но идеята е тя да навлезе във Формула 1, защото може да бъде много полезна при изпреварване.

## Двигатели
С цел икономии се ограничава бройката на двигателите. Всеки пилот има право да използва максимум осем мотора за целия сезон. Ако се наложи да се използва допълнителен, състезателят ще бъде наказан с 10 места назад в стартовата решетка. С един двигател вече ще се кара в три състезания, вместо в две, както дотогава. Оборотите на 2,4-литровите мотори V8 се ограничават от 19 на 18 хил. в минута.

## Лансирани идеи
Бърни Екълстоун лансира идея да се дават медали на призьорите, но ФИА не я приема. След края на сезона отборите могат да направят три еднодневни теста в които да пробват млади пилоти. По време на състезанията на екипите ще бъдат позволени осем теста за аеродинамика.